# Friedrich Adolf von Zwanziger

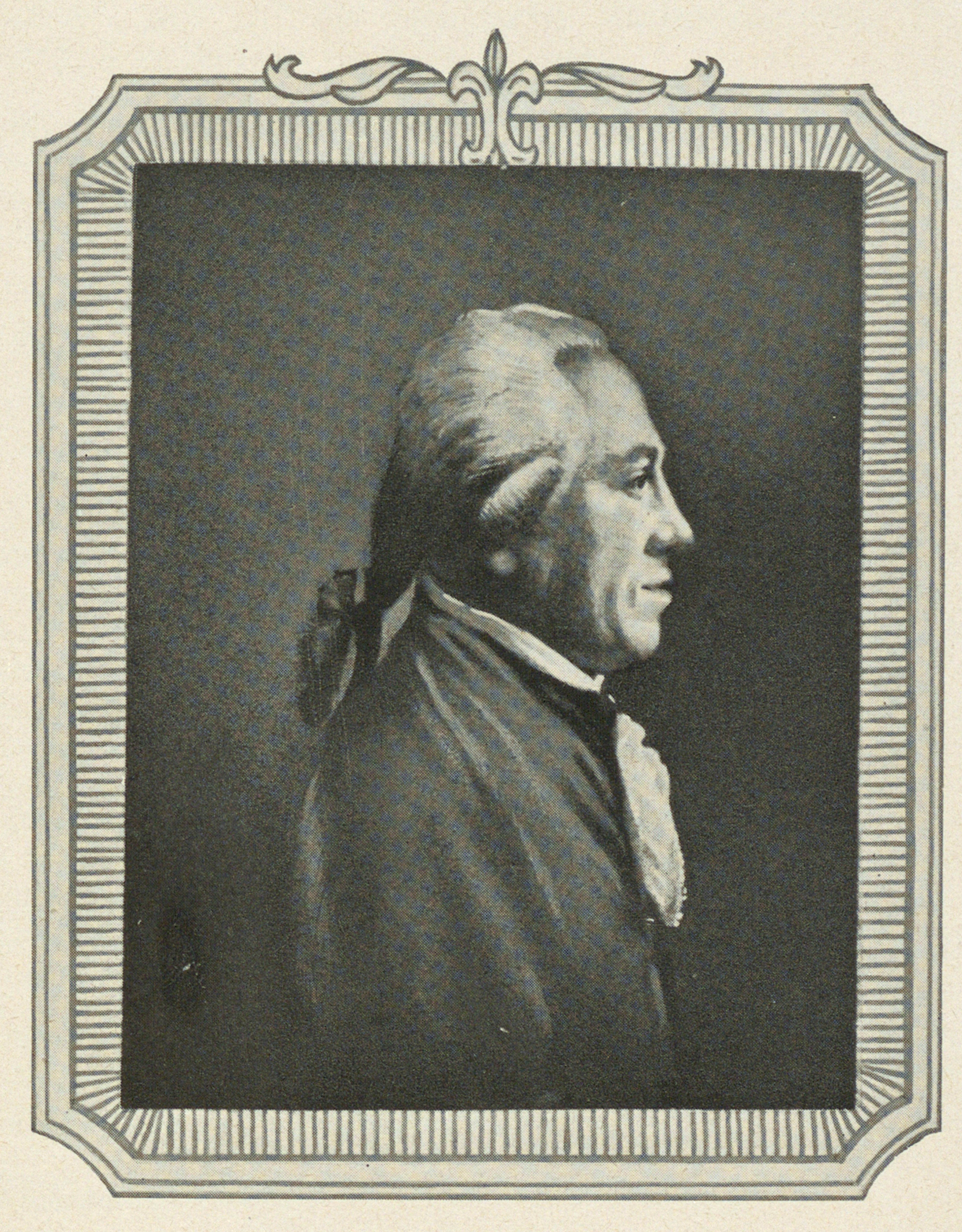
Friedrich Adolf von Zwanziger

Friedrich Adolf von Zwanziger (auch Friedrich Adolph von Zwanziger, geboren als Friedrich Adolf Zwanziger; * 1745 in Billingshausen; † 1800) war Jurist, Diplomat und Politiker. Er gilt als Gründer der Gräflich Castell-Remlingen’schen Landes-Credit-Casse, der heutigen Castell-Bank.

## Leben
Friedrich Adolf Zwanziger wurde im Jahr 1745 in Billingshausen geboren, das seit dem Ende des 16. Jahrhunderts im Einflussbereich der Grafen zu Castell-Remlingen lag. Die Familie stammte aus dem Gebiet des Hochstifts Würzburg um Kirchschönbach und Abtswind. Der Großvater des späteren Politikers trat als lutherischer Pfarrer in gräfliche Dienste. Zwanzigers Vater wurde gräflicher Beamter und war in der Verwaltung der Grafschaft tätig.
Über die herrschaftlichen Verbindung der Vorväter war der Lebensweg des Sohnes festgelegt. Der junge Friedrich Adolf besuchte die Schule in Wertheim. Hier bestand eine Lateinschule, die Vorgängerin des heutigen Dietrich-Bonhoeffer-Gymnasiums. Anschließend immatrikulierte er sich als Student in Jena. Bereits als Jugendlicher hatte Zwanziger mit den Grafen zu Castell korrespondiert und mit ihnen über die Politik der Grafschaft diskutiert.
Deshalb wurde Friedrich Adolf Zwanziger direkt nach Abschluss seines Studiums im Jahr 1768 als Regierungssekretarius in die gräfliche Regierung berufen. 1775 stieg er, mit nur 29 Jahren, zum Kanzleidirektor auf. Damit übernahm er die Leitung der Regierung. Friedrich Adolf Zwanziger vertrat in der Folge die Grafschaft als Gesandter auf dem fränkischen Kreiskonvent in Nürnberg, legte allerdings seinen Fokus auf die innere Verwaltung der Grafschaft. Insbesondere die Finanzfragen lagen dem Kanzleidirektor am Herzen. Zeitweise lebte Zwanziger in Nürnberg, wo er 1784 den jungen Heinrich Stephani aufnahm.  
Bereits 1774, noch als Sekretär, war Friedrich Adolf Zwanziger maßgeblich an der Gründung der Gräflich-Castell-Remlingen’schen Landes Credit-Casse beteiligt. Der Grund für die Gründung einer Bank war in der massenhaften Überschuldung der gräflichen Untertanen zu suchen. Zwanziger sah hinter den hohen Schulden die auswärtigen Geldverleihern und machte sie für die Situation verantwortlich. Deshalb gelang es ihm zunächst, dass die gräfliche Regierung die Untertanen durch Zuschüsse unterstützte. Die Gründung der Bank war als Instrument zu verstehen, um die Gelder der Untertanen in der Grafschaft zu belassen (Merkantilismus). Die Bank wurde ein Erfolg, bereits 1793/1794 konnten 28.000 Gulden Gewinn erwirtschaftet werden.
Ähnlich wie in Castell ging Zwanziger auch auf Kreisebene vor. Da seine Finanzreformen große Erfolge zeitigten, wurde er vom Patriziat der Stadt Nürnberg als Oberaufseher über die Kreisfinanzen vorgeschlagen. Zwanzigers Zeit als Kanzleidirektor in Castell endete 1792, zum Nachfolger wurde Gottlieb Müller ernannt. Zwei Jahre zuvor, 1790, war er von Kaiser Joseph II. für seine Verdienste um die Finanzen in den erblichen Adelsstand erhoben worden.
In den folgenden Jahren weitete von Zwanziger sein Engagement auf die europäische Ebene aus. Zunächst entstand 1798 unter seiner Anleitung für den Sohn Johann Friedrich in Nürnberg ein weiteres Finanzinstitut. Das Bankhaus I. F. von Zwanziger hatte allerdings nur wenige Jahre Bestand und musste 1810, nach dem Tod des Sohnes, liquidiert werden. Nach wie vor blieb der Jurist den kleinen Herrschaften im Heiligen Römischen Reich treu und verteidigte deren Privilegien gegenüber dem preußischen Minister Karl August von Hardenberg, der bereits eine Mediatisierung ins Auge gefasst hatte.
Zwanziger wurde in der zweiten Hälfte der 1790er Jahre zu einem Komitialgesandten auf dem Reichstag zu Regensburg ernannt. Er nahm als solcher an den Friedenskongressen von Rastatt, Wien und Paris teil. In der französischen Hauptstadt traf er auch auf Napoleon Bonaparte. Der Tod des Juristen im Jahr 1800 kam unerwartet. In einem Brief des Friedrich Ludwig zu Castell-Castell an die Verwandten wurde die Bedeutung Zwanzigers für die Grafschaft deutlich: „Nicht allein für uns war er nützlich und groß, sondern auch für alle die ihm ihre Geschäfte anvertrauten und seinem klugen Rat Gehör geben wollten.“